# Джон Гортон
Джон Грей Гортон (англ. John Grey Gorton; 9 вересня 1911 — 19 травня 2002) — австралійський політичний діяч, 19 Прем'єр-міністр Австралії.

## Біографія

### Ранні роки

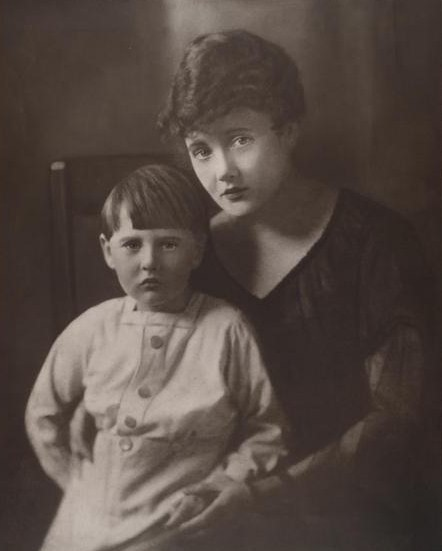
Гортон зі своєю матір'ю Еліс у 1915 році

Джон Гортон був другою дитиною у родині Джона Роуза Гортона та Еліс Сінн, англійських іммігрантів. Джон здобував освіту у англіканській школі, а потім закінчив Оксфордський університет. Під час навчання у Англії Гортон пройшов курси та отримав ліцензію пілота 1932 року.
Під час чергових вихідних, які Гортон проводив у Іспанії, він зустрів Беттіну Браун, уродженку штату Мен США. Вона вивчала філологію у Сорбонні. Їх познайомив друг Гортона з Оксфорду Артур Браун, брат Беттіни. 1935 Гортон та Беттіна одружились у Оксфорді, та після закінчення навчання переселились до Австралії. У їхньому шлюбі народилось троє дітей: Джоанна, Майкл та Робін.

### Військова служба

#### 1940—1942
31 травня 1940 Гортон вступив на службу до Королівських Австралійських військово-повітряних сил і потрапив до резерву. У віці 29 років він вважався занадто «старим», щоб навчатись на пілота, але він повторно подав рапорт із проханням пом'якшити це правило у вересні того ж року. Його рапорт було розглянуто та реалізовано. Гортон став військовим льотчиком 8 листопада 1940. Він вивчився на пілота-винищувача.

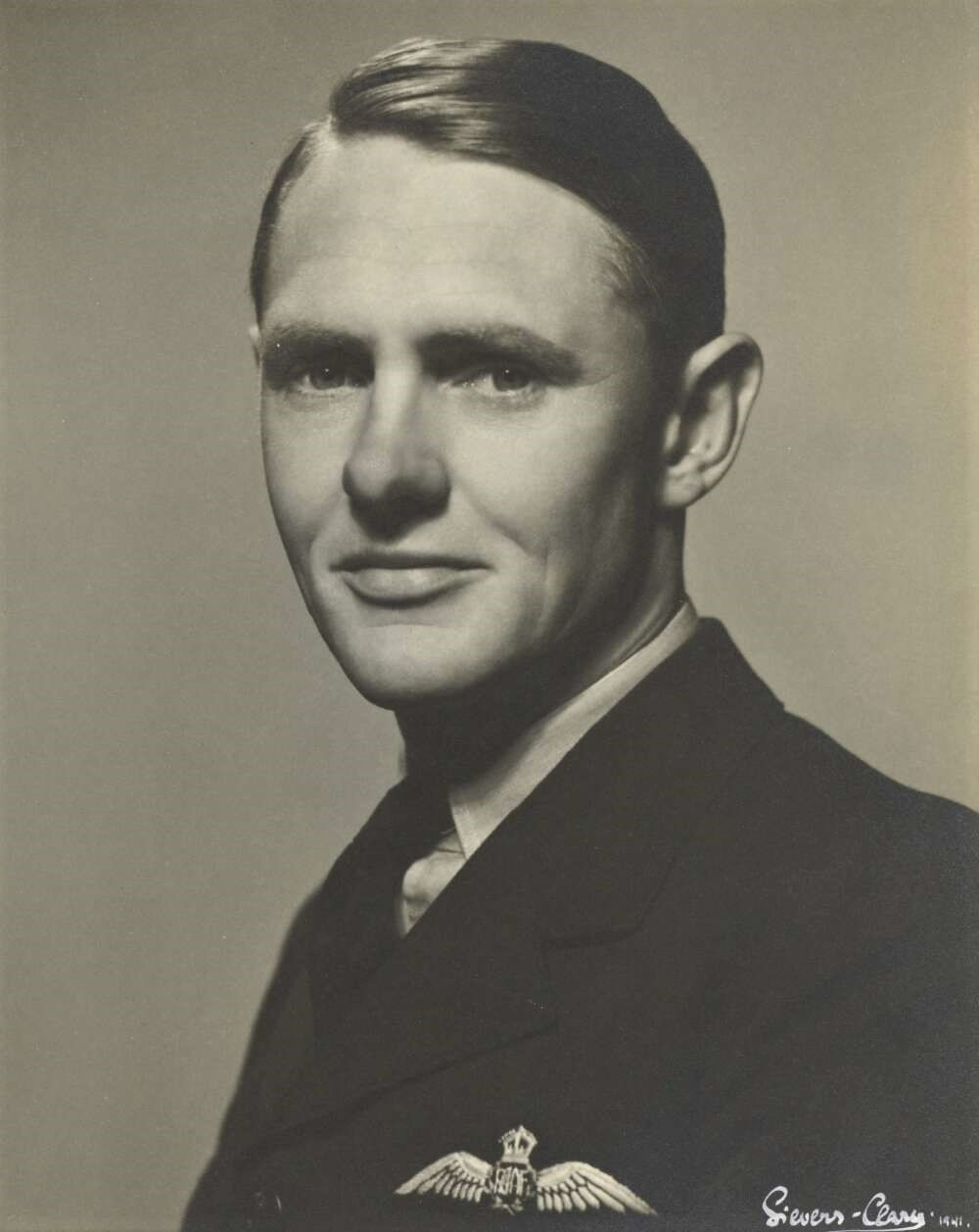
Джон Гортон перед відбуттям на військову службу 1941 року

Наприкінці 1941 Гортон разом з іншими членами своєї ескадрильї перейшов у підпорядкування до з'єднання «Ураган», що було створено спеціально для проведення операцій на Близькому Сході. До місця призначення вони діставались морем на борту вантажного судна. У грудні, коли судно прибуло до порту Дурбан у Південній Африці, його було пере направлено до Сингапуру, оскільки у цей час у війну вступила Японія. На шляху слідування судно було принаймні одного разу атаковано японським літаком, але благополучно прибуло до місця призначення, оскільки тропічні шторми унеможливили напади з повітря.
Наприкінці січня 1942 ескадрилья приєдналась до залишків декількох інших, що базувались на Малайському півострові. Під час одного зі своїх перших польотів Гортон потрапив до короткої сутички над Південнокитайським морем, в результаті якого відмовив двигун його літака, і Гортон був змушений здійснити аварійну посадку на острові Бінтан, що розташований за 40 км на південний схід від Сингапуру. Посадка була вдалою, але без травм не обійшлось: Гортон не був надійно закріплений у кріслі пілота, тому він отримав переломи носа та обох вилиць. Він також зазнав серйозних уражень рук. Його врятували військовослужбовці Королівських збройних сил (Індійський підрозділ) та надали медичну допомогу.
У лютому 1942 року союзницькі сили у Сингапурі зазнали поразки та були евакуйовані. Гортон піднявся на борт судна «Derrymore», що транспортувало боєприпаси, та направився до Джакарти. 13 лютого судно було вражено японською торпедою. Гортон тоді провів майже добу на переповненому рятувальному човні, у водах, наповнених акулами, з невеликим запасом питної води, поки не дістався узбережжя Джакарти.
Пізніше Гортона було направлено до Фрімантлу, що у Західній Австралії. 3 березня, коли судно прибуло до Фрімантлу, виявилось, що одне з поранень його руки дістало зараження та потребує тривалого лікування. Однак Гортона більше бентежило те, що вигляд його розбитого обличчя неприємно вразить його дружину.

#### 1942—1944
Після прибуття до Австралії його було направлено до Дарвіну до 77 Ескадрильї, де його спіткав другий нещасний випадок. Під час польоту 7 вересня 1942 він був змушений здійснити вимушену посадку з причини несправності паливної системи. 21 лютого 1943 ескадрилью було передислоковано до Нової Гвінеї. (англ.)
Остання повітряна прикрість у біографії Гортона сталася 18 березня 1943. Двигун його літака заглух під час приземлення, що спричинило доволі жорстку посадку. Гортон залишився неушкодженим. У березні 1944 Гортона було направлено до Австралії у чині лейтенанта ВПС.
Наприкінці 1944 Гортон пройшов курс лікування у Госпіталі Остіна, що у Мельбурні, у хірургічному відділенні. В результаті лікарі майже цілком усунули видимі наслідки пошкодження його обличчя.

### Політична кар'єра

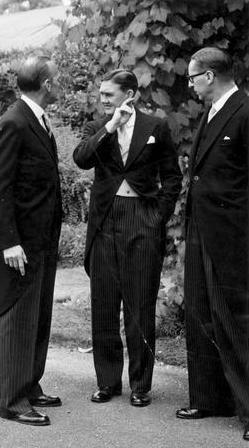
Джон Гортон (у центрі) у 1951 році

Хоча Гортон і був членом Аграрної партії перед початком війни, але 1949 року його було обрано до Сенату від Ліберальної партії. Він займав різні посади під час урядування Роберта Мензіса та Гарольда Холта, в тому числі Міністра флоту (1958—1963), Міністра праці, Міністра житлового господарства та міністра освіти, а також представником уряду у Сенаті. Гортон був енергійним та наполегливим, і його почали розглядати як нового лідера країни.

### Прем'єр-міністр
Гарольд Холт зник 17 грудня 1967. Його наступником мав стати Вільям Макмагон. Але лідер Аграрної партії Джон Маківен оголосив, що партія вийде з коаліції, якщо Макмагона оберуть новим лідером лібералів. Це викликало так звану «кризу лідерства» у Ліберальній партії.
Зрештою Генерал-губернатор Австралії привів до присяги як Прем'єр-міністра Джона Маківена, на тимчасових засадах, допоки тривали вибори нового лідера Ліберальної партії.
9 січня 1968 року Джон Гортон, заручившись підтримкою міністра оборони Малколма Фрейзера був обраний лідером партії. Десятого ж січня його було призначено на пост Прем'єр-міністра. Він був єдиним сенатором в історії країни, що став головою Уряду Австралії. Він не зміг зберегти місце у Сенаті, тому залишив його та призначив додаткові вибори на 24 лютого, на яких здобув 68 % підтримки.
Гортон з самого початку завоював популярність на посту Прем'єр-міністра. Гортон полюбляв подавати себе як «народного Прем'єра», п'ючи пиво та граючи в азартні ігри. На жаль для нього, така репутація незабаром перетворилась на імідж гульвіси.
Він почав провадити нову політику, що переслідувала незалежність власних сил оборони, а також збільшення дистанції з Британією. Разом з тим Гортон не поспішав виводити війська з В'єтнаму. Він створив Австралійську кіностудію та збільшив урядові дотації для мистецтва.
Гортон, як виявилось, був надзвичайно слабким оратором, а ЗМІ зображували його як невмілого адміністратора. Це призвело до різкої критики з боку лейбористського Лідера опозиції Гофа Вітлема. Крім того ЗМІ почали відкрито спекулювати на його пристрасті до алкоголю та зв'язками з різними жінками. Це викликало обурення не тільки у лавах супротивників Гортона, але й усередині партії.

#### Криза лідерства

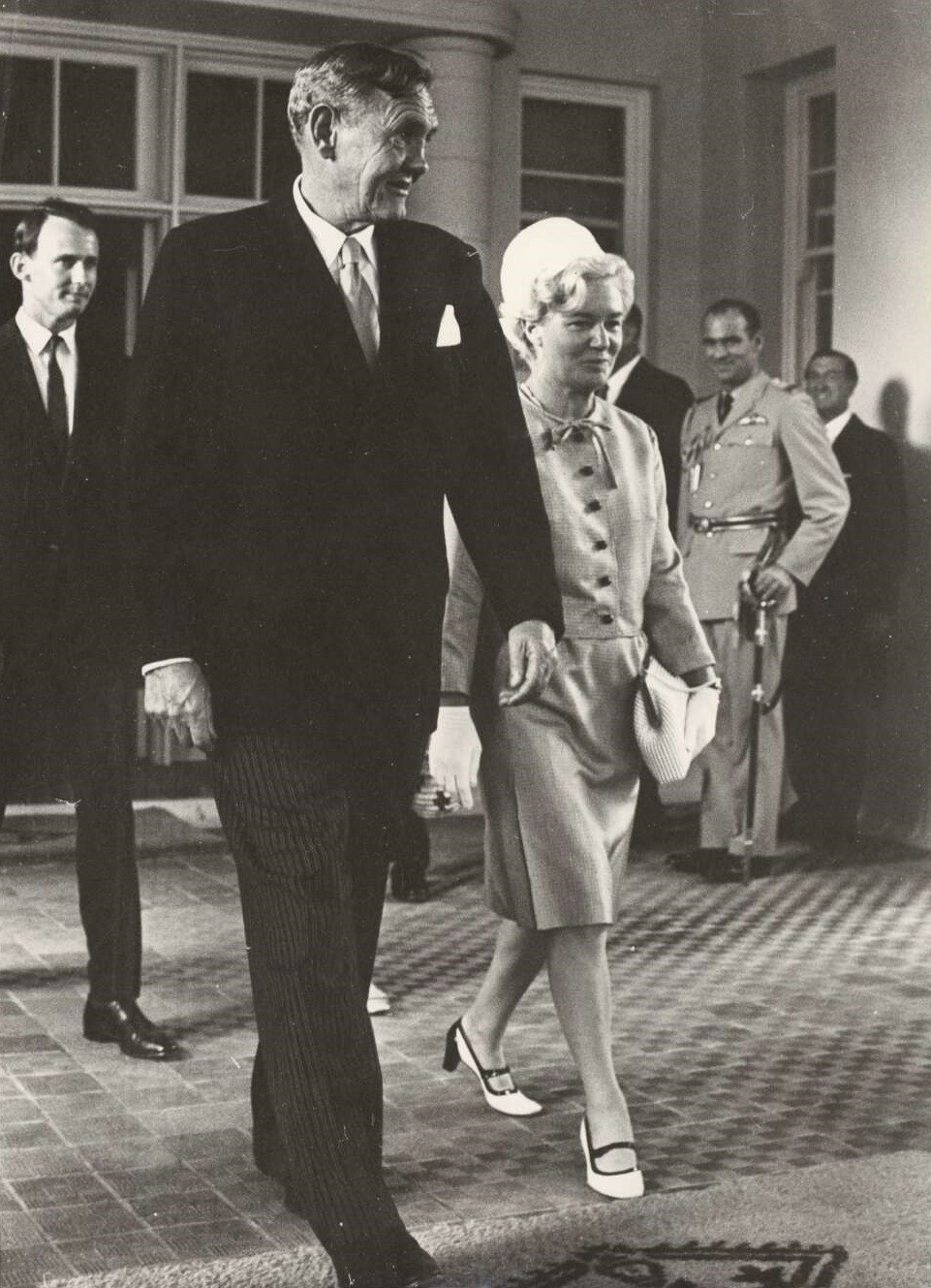
Джон та Беттіна Гортони на початку 1950-х

Джон Маківен пішов у відставку з посади голови Аграрної партії у січні 1971. Його наступник Даг Ентоні повідомив лібералів, що знімає умову відносно лідерства у Ліберальній партії Макмагона, яку висував свого часу Маківен. Падіння Джона Гортона почалось з відставки Малколма Фрейзера. Той, під час заключної промови у Парламенті звинуватив Гортона у неспроможності ведення державної політики на посту голови уряду.
В кінцевому результаті Джон Гортон поступився місцем лідера партії Вільяму Макмагону. Це сталося у березні 1971 року.
Протягом певного часу Гортон займав місця у у нижній палаті парламенту.
Після своєї відставки Гортон жив усамітнено у Канберрі, час від часу даючи інтерв'ю журналістам. Протягом певного часу Гортон очолював рух за легалізацію марихуани.
Помер Джон Гортон у Сіднеї 19 травня 2002 року.